# Ostrownoi
Ostrownoi (russisch Островной) ist eine Kleinstadt in der Oblast Murmansk (Russland) mit 2171 Einwohnern (Stand 14. Oktober 2010).

## Geografie
Die Stadt liegt im Nordosten der Kolahalbinsel etwa 280 Kilometer Luftlinie südöstlich der Oblasthauptstadt Murmansk an der Swjatonosski-Bucht der Barentssee.
Ostrownoi ist der Oblast administrativ direkt unterstellt und gehört zu den Geschlossenen Städten Russlands.
Die Stadt ist nicht auf dem Landweg erreichbar. Der einzige Zugang erfolgt entweder per Schiff oder Hubschrauber. Bei Winterstürmen bleibt die Stadt isoliert.

## Geschichte
Eine samische Siedlung namens Iokanga (später Jokanga, russisch Йоканьга; nach dem unweit mündenden Fluss und den gleichnamigen Inseln in der Bucht) wurde erstmals im 16. Jahrhundert erwähnt. 1938 erfolgte die Umbenennung des Dorfes in Gremicha.

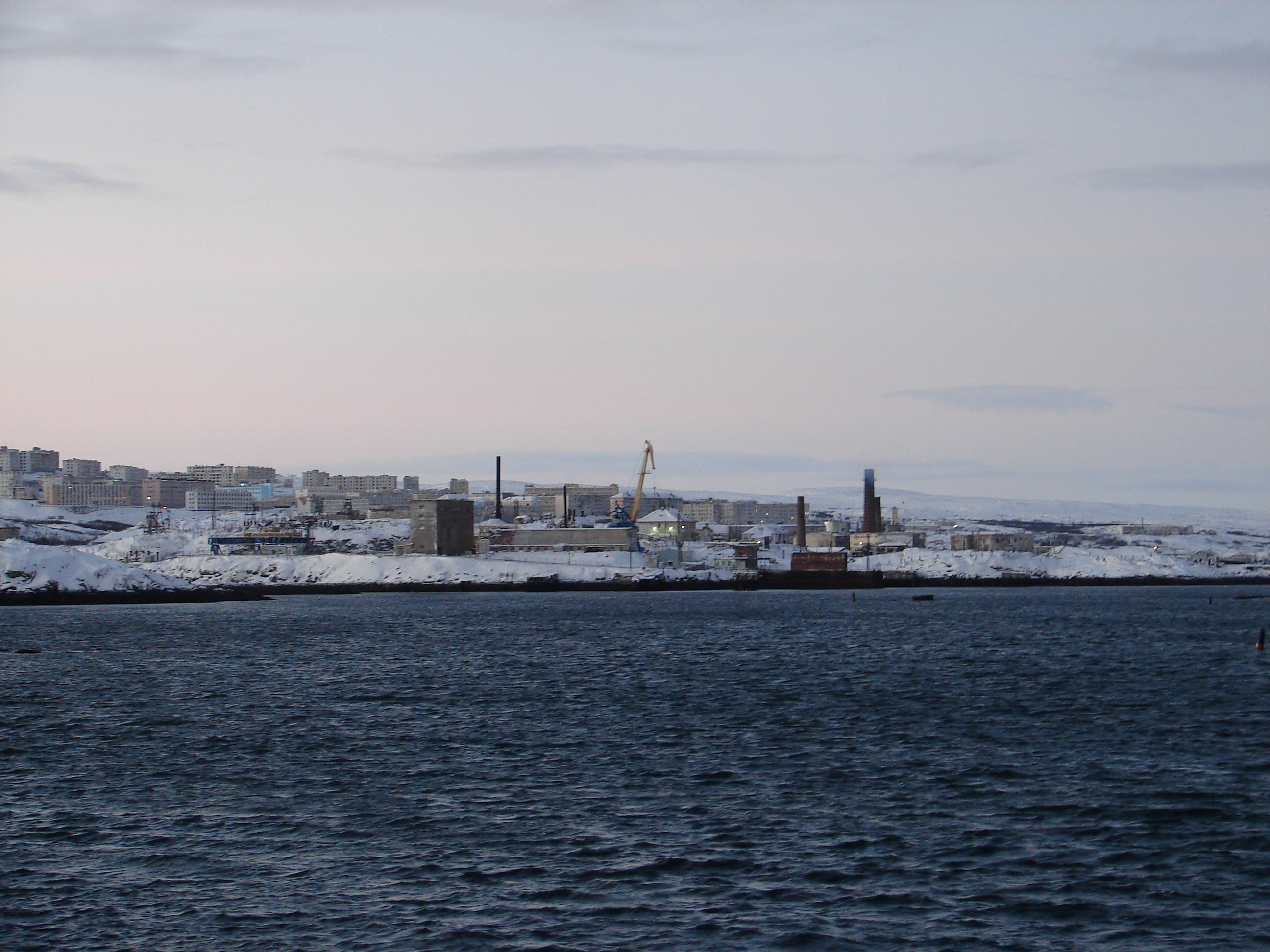
Blick auf die Stadt von der Bucht aus

1951 wurde unter Einsatz von Gulag-Häftlingen mit dem Bau der Kolaeisenbahn (offizieller Codename Bauwerk 509) begonnen, deren Hauptstrecke Apatity mit der 300 Kilometer entfernten Jokangabucht verbinden sollte. Nach der Verlegung von etwa 110 Kilometern Gleis wurde der Bau nach Stalins Tod 1953 eingestellt. Ein Teil der fertiggestellten Strecke existiert bis heute als Teil der Verbindung nach Rewda, der Ort blieb jedoch bis heute ohne Verbindung an das Straßen- oder Eisenbahnnetz Russlands.
1992 wurde das Stadtrecht unter dem heutigen Namen verliehen (abgeleitet von russisch ostrow für Insel). Mit der Krise der Russischen Marine seit den 1990er Jahren sank die Einwohnerzahl dramatisch.

### Bevölkerungsentwicklung
| Jahr | Einwohner |
| ---- | --------- |
| 1939 | 632       |
| 1959 | 3.342     |
| 1970 | 6.956     |
| 1979 | 9.338     |
| 1996 | 14.000    |
| 2000 | 10.300    |
| 2002 | 5.032     |
| 2010 | 2.171     |

Anmerkung: außer 1996–2000 Volkszählungsdaten

## Wirtschaft
Die einzigen Wirtschaftszweige sind die Versorgung des Marinestützpunktes und die Fischerei.

## Marinestützpunkt Gremicha
Etwa drei Kilometer von Ostrownoi entfernt liegt der Marinestützpunkt Gremicha der Nordflotte, mit zugehöriger Wohnsiedlung und dem Tarnnamen Murmansk-140 und Iokanga. Er ist der östlichste Marinestützpunkt der Nordflotte auf der Kolahalbinsel. Der Stützpunkt entstand während des ersten Weltkriegs. Nach dem zweiten Weltkrieg wurde der Stützpunkt ausgebaut und umfasste 14 Piers sowie ein Trockendock. Ab Mitte der 1960er-Jahre waren im Marinestützpunkt Atom-U-Boote der 627 November-Klasse, 658 Hotel-I-Klasse sowie 667A Yankee-I-Klasse stationiert. Weiter entstand in den 1980er-Jahren in Gremicha eine der wenigen Einrichtungen, in welcher die Kernreaktoren der U-Boote der 705 Alfa-Klasse mit neuem Kernbrennstoff beladen werden konnten. Nach dem Ende des Kalten Krieges wurde der Stützpunkt hauptsächlich als Lager für außer Dienst gestellte U-Boote und als Schiffsfriedhof genutzt. Unter anderem wurden dort 15 U-Boote zur Langzeitlagerung an den Piers vertäut.
Neben dem eigentlichen Marinestützpunkt befand sich in Gremicha auch die 574. Technische Marinebasis. In dieser gab es mehrere Zwischenlager für festen und flüssigen radioaktiven Abfall der Nordflotte. Hinzu kamen 795 Behälter mit abgebrannten Brennelementen von Kernreaktoren aus Atom-U-Booten der sowjetischen und russischen Marine. 685 dieser Behälter wurden in Abklingbecken und 110 dem Wetter ausgesetzt auf freiem Gelände gelagert. Weiter waren in Gremicha sieben Reaktorkerne aus U-Booten der 705 Alfa-Klasse sowie zwei Reaktorkerne aus dem U-Boot K-27 gelagert.
Ende der 1990er-Jahre wurde der Marinestützpunkt Gremicha aufgegeben und das Zwischenlager wurde im Jahr 1998 von Minatom übernommen. Im Jahr 2002 sicherten die G7-Staaten Russland Hilfe bei der Entsorgung ihrer Atom-U-Boote zu. Dies geschah im Rahmen der „Globalen Partnerschaft gegen die Verbreitung von Massenvernichtungswaffen und -materialien“. Neben den G7-Staaten beteiligten sich auch die Europäische Bank für Wiederaufbau und Entwicklung (EBRD) sowie Frankreich. Daraufhin begann die Sanierung der 574. Technische Marinebasis. Eine besondere Herausforderung war dabei die Bergung der Blei-Wismut-gekühlten Kernreaktoren der U-Boote der 705 Alfa-Klasse, welche Hochangereichertes Uran als Kernbrennstoff verwendeten. Im Dezember 2024 wurde der letzte radioaktive Abfall, verpackt in Spezialbehälter mit einem Containerschiff nach Murmansk sowie in die Sajda-Bucht abtransportiert.